# Derry Hall
Derry Hall (volledige naam George Derrone Hall, Utica (New York), 25 maart 1933 - 2 september 2010) was een Amerikaans musicus en componist van filmmuziek.
Hij studeerde Frans en muziek aan het Hamilton College in Clinton (New York), waar hij in 1953 afstudeerde. Hij was een pianist met een voorliefde voor jazz. Tijdens zijn daaropvolgende militaire dienst vormde hij een dansorkest, "The Disenchanted Seven", evenals "The Fort Leavenworth Modern Jazz Quintet". Na zijn diensttijd studeerde hij verder aan de Syracuse University waar hij in 1957 een mastergraad behaalde in televisie-regie. Hij ging daarna naar Parijs, waar hij zich verder specialiseerde aan het Institut des Hautes Etudes Cinématographiques en vervolgens voor meer dan twintig, hoofdzakelijk Franse films muziek componeerde.
Aan het Cinematografisch Instituut in Parijs leerde hij de Nederlandse fotograaf en filmmaker Johan van der Keuken kennen. Hall schreef de muziek voor diens kortfilm L'Aube à Paris (Dageraad in Parijs), die van der Keuken in Parijs begon te draaien in 1957-58, en in 1960 voor diens kortfilm Een zondag, naar een scenario van Remco Campert.
Hall, die omschreven werd als een "bon vivant", componeerde nadien vooral voor  sexploitation- en erotisch getinte films, zoals Je suis une nymphomane (1971),  Je suis frigide... pourquoi? (1972), Club privé pour couples avertis (1974), Sexuellement vôtre (1974) en Les mille et une perversions de Felicia (1975) – alle films die werden geregisseerd door Max Pécas. Voor Salon Kitty (1976) van Tinto Brass schreef hij de tekst van het lied "On the Morning After" van Kitty Kellermann (een rol van Ingrid Thulin, hoewel het Annie Ross was die de zangstem leverde).
Hall overleed op 2 september 2010.

## Filmografie
- 1962: La vendetta
- 1966: Le chien fou
- 1968: La main Noire
- 1969: Hallucinations sadiques
- 1970: Claude et Greta
- 1971: Je suis une nymphomane
- 1972: Je suis frigide... pourquoi?
- 1973: le monde était plein de couleurs
- 1974: Club privé pour couples avertis
- 1974: Sexuellement vôtre
- 1975: Les mille et une perversions de Felicia
- 1976: Luxure